# Bolognetta
Bolognetta est une commune italienne de la province de Palerme, dans la région Sicile.

## Histoire
Au XIXe siècle, la commune de Bolognetta s'appelait Ogliastro. Elle a été rebaptisée Bolognetta le 30 décembre 1881.

Le 13 juillet 1973, Cesare Monachelli Romano, propriétaire terrien de Bolognetta, est enlevé par la mafia. Son corps est retrouvé le 26 décembre, dans une citerne aux environs de Palerme.

## Administration
| Période                                  | Période | Identité | Étiquette | Qualité |
| ---------------------------------------- | ------- | -------- | --------- | ------- |
|                                          |         |          |           |         |
| Les données manquantes sont à compléter. |         |          |           |         |

### Communes limitrophes
Baucina, Casteldaccia, Marineo, Misilmeri, Ventimiglia di Sicilia, Villafrati.